# Шаурасени
Шаурасени (саурасени) — одна из ветвей палийской формы пракрита. Предположительно, был привнесён последующей миграцией, оттеснившей язык магадхан на юго-восток и на восточную периферию индоарийского ареала, заняв его западную область: был распространен в западной части современного индийского штата Уттар-Прадеш; название происходит от области Шурасена.
Вероятно, развился непосредственно из того диалекта, который был положен в основу санскрита. Считался очень красивой изысканной речью, был особенно употребителен в драме, как язык женщин и почтенных представителей низших сословий.